# 今鏡
『今鏡』（いまかがみ）は、歴史物語。10巻。『今鏡』は『続世継』（しょくよつぎ）とも『小鏡』（こかがみ）とも呼ばれる。『続世継』は、『大鏡』の続きであるという意味で、『小鏡』とは、現在の歴史という意味である。『つくも髪の物語』ともいう。

## 概要
いわゆる「四鏡」の成立順では2番目に位置する作品である。内容的には『大鏡』の延長線上に位置し、3番目に古い時代を扱う。なお、描く年代が4番目の『増鏡』との間には13年間の空白があり、藤原隆信の著である歴史物語『弥世継』（いやよつぎ、現存しない）がその時代を扱っていたためとされる。

### 成立年代
成立は、序章の会話部分に「今年は嘉応二年庚寅なれば」という文言があることから、高倉天皇の嘉応2年（1170年）とされている（同年に執筆を開始して数年後に完成した可能性はある）。登場人物の呼称や官職もほとんどが嘉応2年時点のもので統一されていることから、同年説が定説であるが、好子内親王が六条院を領している記述がある（「腹々のみこ」）ことから、六条上皇が崩御してその後院とされていた六条院の所有が好子内親王に移った後、すなわち安元2年（1176年）以降説を唱える岡一男の説がある。ただし、岡の述べるように後代の執筆であるとするならば、嘉応2年当時の状況をほとんど矛盾無く文章の中で再現した理由及びそれを実現させた技法に関して新たな疑問が生じることになる。また、執筆時には既に太政大臣に就いていた平清盛の存在を軽視した扱い（「宇治の川瀬」に非蔵人時代の逸話を載せるのみ）より、高倉天皇の中宮になった平徳子が言仁親王（後の安徳天皇）を儲けた治承2年（1178年）以前の執筆は確実であるとする指摘もある（親王の誕生後は天皇の外祖父になることが確定した清盛の存在を無視できなくなるため）。

### 作者
作者は今日では前述の藤原隆信の父である藤原為経（寂超）とするのがほぼ定説になっている。しかし、江戸時代には黒川春村が『水鏡』の作者と推定されている中山忠親説、屋代弘賢が源通親説を唱えて有力説となっていた時期があった。藤原為経説は和田英松が提唱したものであるが、山口康助が3説を比較検討した上で、忠親説や通親説における矛盾の存在を指摘した上で、為経説の根拠の補強を行ったことにより、為経説が定説化した。ただし、藤原為経（寂超）説の根拠とされるものは彼の兄弟にも当てはまることから、その後になって兄の藤原為業（寂念）や弟の藤原頼業（寂然）を作者とする新説が登場することになるが、有力説になるには至っていない。

### 内容
『大鏡』の後を受けて後一条天皇の万寿2年（1025年）から高倉天皇のまでの13代146年間の歴史を紀伝体で描いている。長谷寺参りの途中で大宅世継の孫で、かつては「あやめ」という名で紫式部に仕えた、150歳を超えた老婆から聞いた話を記したという形式を採る。

### 構成
はじめの3巻は帝紀、中の5巻は列伝、終わりの2巻は貴族社会の故実・逸話に割かれる。列伝のうち、巻四～六は藤原摂関家、巻七は村上源氏、巻八は親王である。

### 各巻の巻名
1. すべらぎの上
2. すべらぎの中
3. すべらぎの下
4. ふぢなみの上
5. ふぢなみの中
6. ふぢなみの下
7. 村上の源氏
8. 御子たち
9. 昔がたり
10. 打聞

王朝末期から中世への過渡期において政治的・社会的大きな変動があったにもかかわらず、政治への関心は薄く、儀式典礼や風流韻事など学問・芸能に重点を置く記述を貫いている。その一方で記述は歴史的事実に対して比較的忠実である。また、当時の物語に対する批判（『源氏物語』を書いた紫式部が妄語戒によって地獄に堕ちたとする風説）に老婆が反論する場面が盛り込まれるなど、仏教戒律を重んじて極楽往生を願うという当時の社会風潮が物語としての創作性を抑制したとする見方もある。